# Viggbyholms station
Viggbyholms station är en station på Roslagsbanan i Täby kommun, cirka 14 km från Stockholms östra. Stationen består av en mittplattform och en sidoplattform med sammanlagt tre spår, två för passerande och ett för vändande tåg. Plattformarna nås från gångpassager i bägge ändar. Antalet påstigande en genomsnittlig vintervardag (2022) har beräknats till 1 100. 
I stationsbyggnaden, som inte längre används för trafiktekniska ändamål, inryms ett kafé .

## Historik
Här inrättades en hållplats 1903, varefter villabebyggelsen i Viggbyholm växte upp i anslutning till denna. Hållplatsen utvecklades senare (1908) till mötesstation på den då enkelspåriga linjen. Även godstrafik förekom fram till 1960-talet. År 2010 blev dubbelspåret färdigt fram till Viggbyholm från Galoppfältet och stationen fick sitt nuvarande utförande.

## Galleri

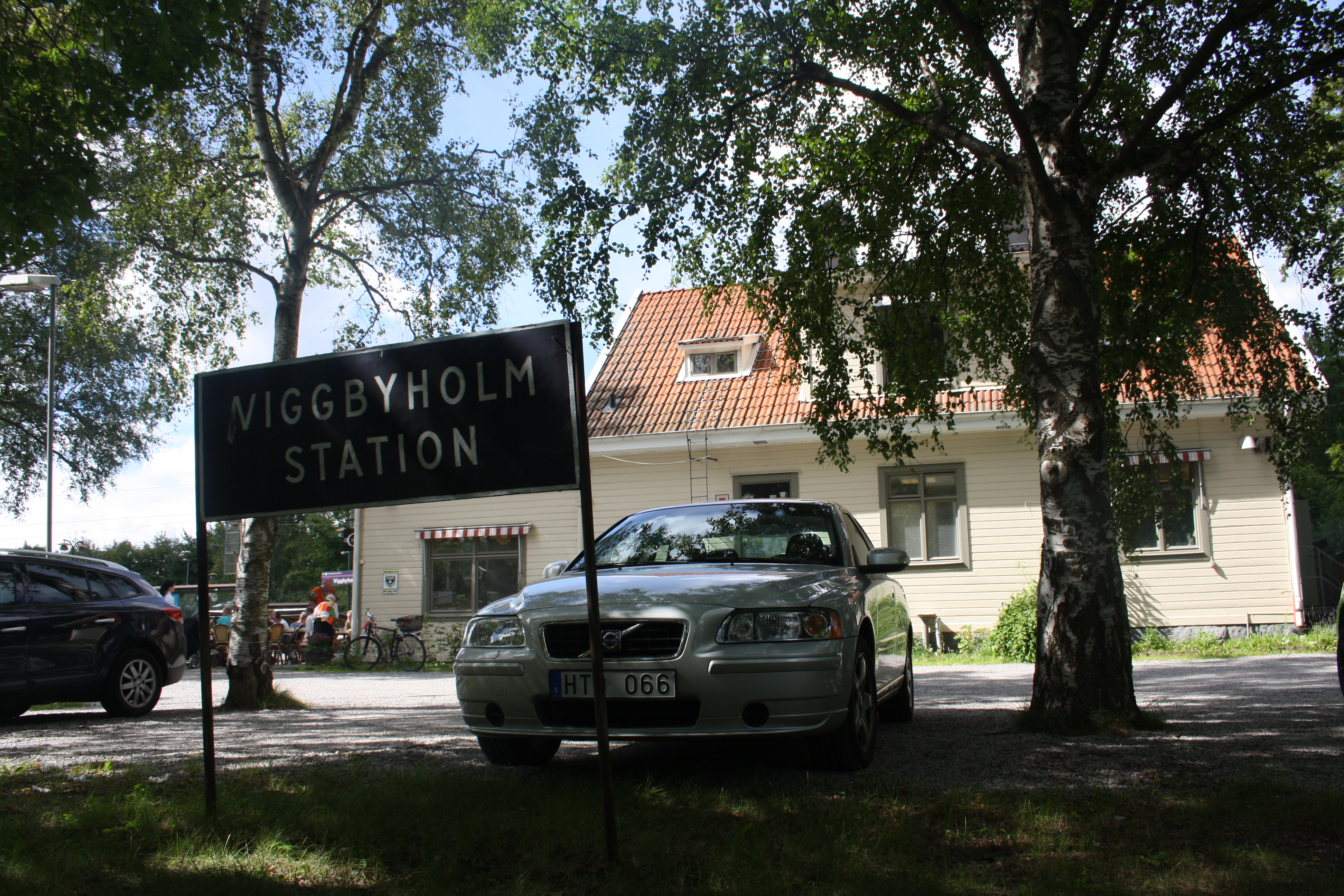
Stationsskylt
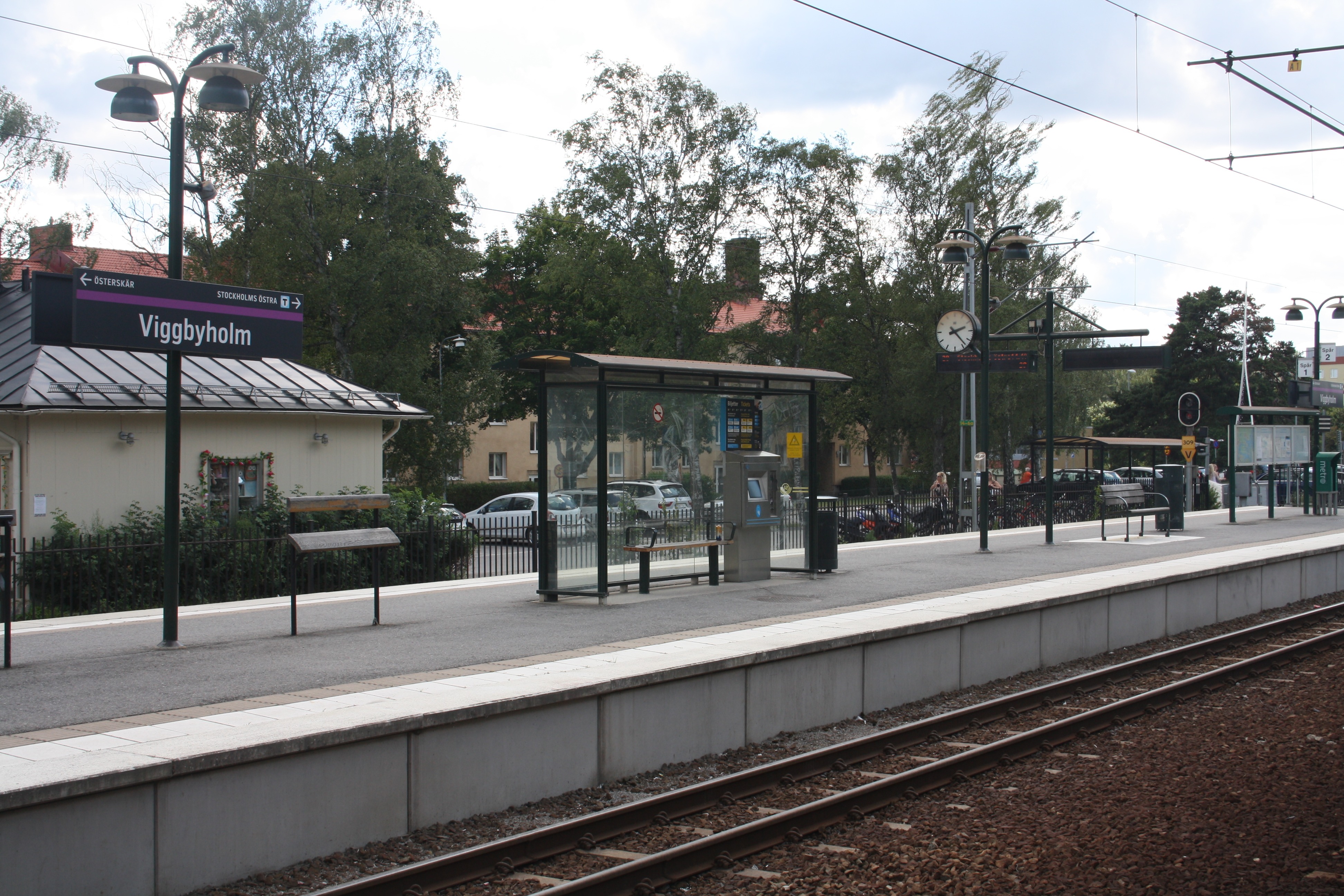
Perrongen
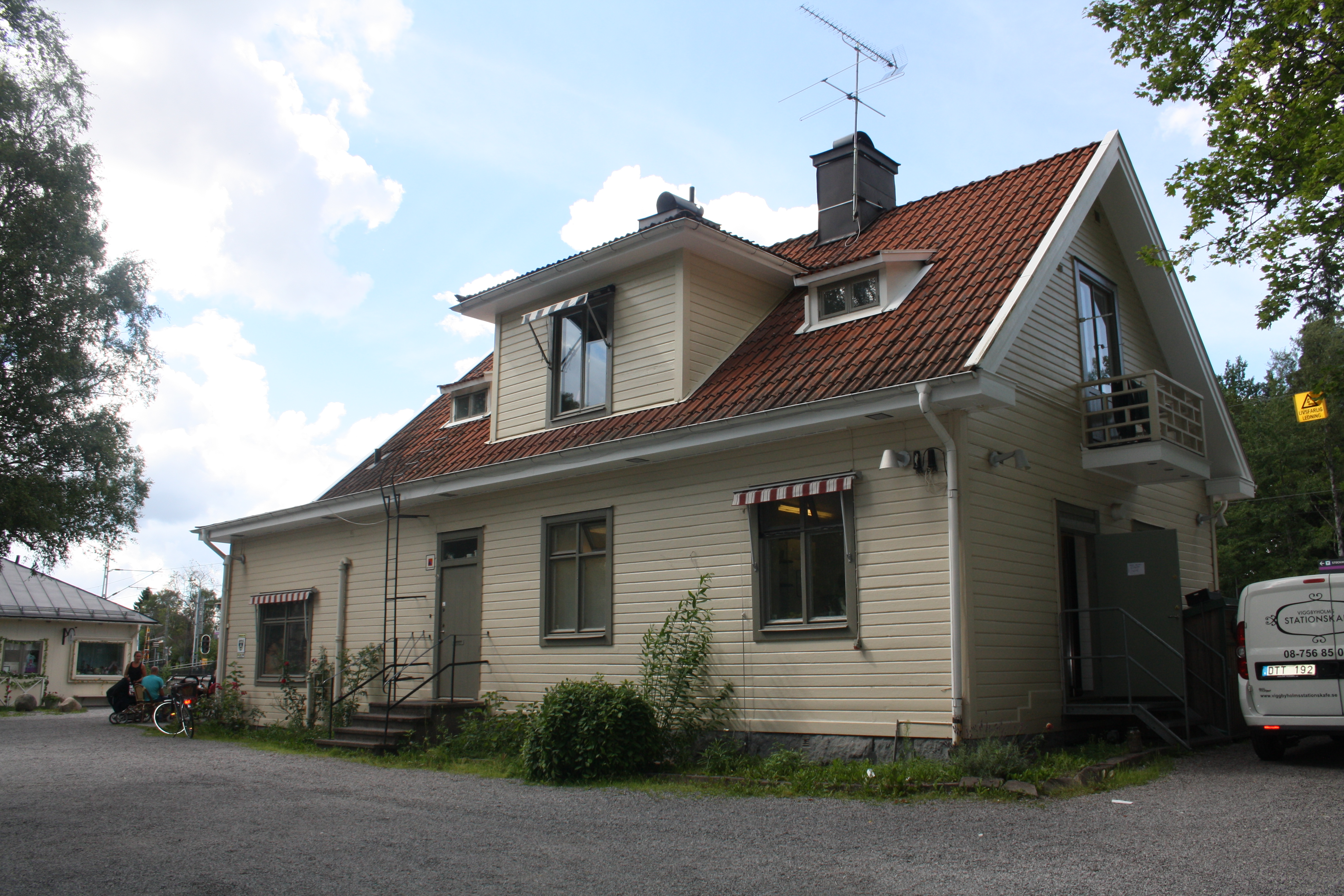
Gamla stationshuset